# Tasiocera malickyiana
Tasiocera malickyiana är en tvåvingeart som beskrevs av Mendl 1985. Tasiocera malickyiana ingår i släktet Tasiocera och familjen småharkrankar. Inga underarter finns listade i Catalogue of Life.